# Жозе Босингва
Жозе Босингва да Силва (на английски: José Bosingwa da Silva) е бивш португалски футболист роден на 24 август 1982 г. в Мбандака, ДР Конго.

## Кариера в Челси
Жозе Босингва подписа договор с Футболен клуб Челси на 12 май и се присъедини официално след Евро 2008. Договорът е за три години.
27-годишният играч премина от Порто, където прекара последните пет години след трансфер от Боавища през 2003 г.
През периода си в Порто, Босингва играе заедно с Рикардо Карвальо и Пауло Ферейра и се утвърждава като титулярен десен бек след преминаването на Ферейра на „Стамфорд Бридж“ през лятото на 2004 г.
Използван само в 13 мача през първия си сезон от Жозе Моуриньо, Босингва става титуляр през сезон 2004/05 и изиграва 100 мача за клуба.
Той участва в двата мача срещу Челси, на „Стамфорд Бридж“ през септември 2004 г. при успеха с 3:1 над Порто (той бе неизползвана резерва в ответния двубой) и в първата среща от 1/8-финалната фаза на Шампионската лига, завършил 1:1 в Порто с гол на Андрий Шевченко за „сините“.
Контузия попречи на Босингва да участва на реванша в Лондон, след който Челси продължи напред в турнира.
Постоянството на Босингва му позволява да пробие в националния отбор на Португалия, където води битка за титулярното място с Мигел от Валенсия, докато Ферейра играе отляво, а в центъра е Карвальо.
Роден в Мбандака, Конго, родния град на Клод Макелеле, Жозе Босингва да Силва се премества да живее в Португалия на ранна детска възраст. Той е отличен защитник и много активен по фланга. Използван главно в защита, Босингва може да играе и като десен полузащитник.
Той взема участие в 41 мача за два сезона за Боавища преди да се присъедини към Порто през лятото на 2003 г.
Босингва също така бе част от младежкия отбор на Португалия и взе участие на Олимпийските игри в Атина през 2004. Спечелил е четири пъти първенството на Португалия и купата на страната, както и притежава медал от Шампионската лига с Порто през 2004 г., когато на финала е неизползвана резерва а отбора му печели турнира след 3:0 над Монако.
През сезон 2007 – 08, той бе част от шампионския състав на Порто, който допусна едва 13 гола в 30 срещи.
През лятото на 2012 на Босингва, заедно с Дидие Дрогба и Саломон Калу им беше казано че могат да напуснат щом им изтекат договорите.

## Куинс Парк Рейнджърс
На 17 август подписва тригодишен договор с Куинс Парк Рейнджърс.